# 穷奇

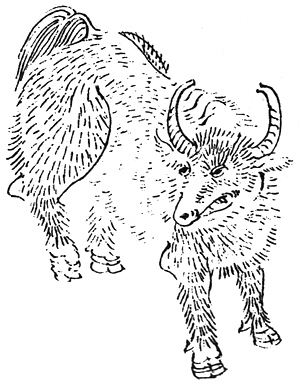
穷奇

穷奇是中国上古时代传说的怪物四凶之一，主要記載於《山海經》。

## 古籍記載

### 凶獸說
- 《山海經·海內北經》載窮奇外貌像老虎，長有一雙翅膀，喜歡吃人，更會從人的頭部開始進食，是一頭凶惡的異獸。
- 《山海經·西山經》一篇卻提到窮奇的另一種形象，該篇中的窮奇，外貌像牛，長著刺蝟的毛髮，與〈海內北經〉所述者有很大的差別。不過兩者都是喜歡食人的凶獸，這方面則沒有分別。
- 《史記·五帝本紀》記載：「少皞氏有不才子，毀信惡忠，崇飾惡言，天下謂之窮奇。」漢代高誘注《山海經》時，亦提到窮奇是少昊氏的後裔，而且是虞舜時的「三苗」之一。不過迄今為止，學者對「三苗」的解釋仍然眾說紛紜，所以窮奇的身份亦只是聊備一說，不能確認。
- 《神異經·西北荒經》對窮奇作出更詳細的解說。書中記載類似《山海經》的〈海內北經〉，窮奇仍是一頭狀似老虎，長有翅膀的怪物。平日專門獵食人類，能通人類語言。當牠知道有人在爭執的時候，往往會把有理的一方吃掉；知道某人為人忠信，就會把那人的鼻子吃掉；知道有人為惡不善，牠就會獵取野獸贈予那人。是一頭善惡觀念完全顛倒的惡獸。可是亦有注者引其他版本加以補充，在這個版本中，窮奇的形象卻較貼近《山海經》中的〈西山經〉，指窮奇長得像牛，有一條像狐狸而且拖在地上的長尾巴，牠的叫聲像狗，又說牠「狗頭人形，鉤爪鋸牙」。每逢遇到忠信之人，就會把他吃掉；遇到奸邪之輩，就會主動獵殺野獸向他進奉。兩者雖然形象迥異，但行為卻是一致的。
- 另有一說窮奇尤喜食長髮女子。

### 善獸說
- 《後漢書·禮儀志》中記載「追惡兇」的十二位神明，當中就有「窮奇騰根共食蠱」之語，這裡的窮奇能驅除蠱毒害物，是一頭形象正面的神獸。
- 郭璞注《山海經》時，亦創作了「窮奇之獸，厥形甚醜；馳逐妖邪，莫不奔走；是以一名，號曰神狗」的贊詩，同樣指出窮奇會驅逐妖邪。這些為民除害的舉動，與以往所表現的食善助惡的形象，有極大的差別。
- 高誘注《淮南子·墬形篇》時，提到窮奇是「廣莫風之所生也」，認為窮奇是風神的後裔。

## 主要參考
- 《山海經注》
- 《淮南子注》
- 《春秋左氏傳》
- 《後漢書》
- 《列子》

## 相關
- 四凶
- 中國妖怪列表